# Gymnázium Sušice
Gymnázium Sušice je střední škola – gymnázium se čtyřletým i osmiletým studijním cyklem, zakončeným maturitní zkouškou, fungující jako příspěvková organizace (IČ 61781444) v Sušici (okres Klatovy).

## Historie
Škola byla založena jako státní reálka s českou vyučovací řečí „Vynesením ministerstva kultu a vyučování ze dne 10. 8. 1906 č. 31 699“. Důvodem bylo zvyšování vzdělanosti v Pošumaví i na Šumavě.
 Vyučovat se začalo 20. září 1906. Prvním ředitelem byl Josef Weger, na škole působil mj. i Viktorin Zeithammer.
Původně škola sídlila v budově bývalého místního chudobince, Na Vršku č. 60, od roku 1911 pak v secesní  budově postavené v letech 1909–1911 (arch. Ladislav Skřivánek).
Za první světové války byl zřízen v tělocvičně školy vojenský lazaret. Výuka byla omezena pro nedostatek studentů, studenti skládali tzv. válečnou maturitu, aby mohli frontu. Koncem války byla výuka zcela zrušena. Po válce bylo vyučování zahájeno 5. listopadu 1918.
Na základě výnosu z roku 1924 se původní reálka o sedmi ročnících proměnila v reformní reálné gymnázium s osmi ročníky. V roce 1935 byla zahájena výuka latiny a reformní reálné gymnázium se proměnilo na reálné gymnázium.
Za druhé světové války byly postupně zavírány jednotlivé ročníky gymnázia, vyučovalo se německy a na školu byl nasazen německý inspektor. Tělocvična byla využívána pro potřeby německé armády. Studenti vyšších ročníků byli totálně nasazeni do Říše nebo na práci do místních podniků. V roce 1944 byla škola zcela uzavřena.
Po roce 1948 bylo osmileté gymnázium zrušeno, v letech 1950–2 sloužila budova československé armádě a gymnázium se přesunulo do budovy střední školy Na Burynce. Od roku 1948 do roku 1953 zde bylo čtyřleté gymnázium a v roce 1953 se gymnázium změnilo školskou reformou na jedenáctiletku a maturoval i třetí ročník. V roce 1960 se změnilo na střední všeobecně vzdělávací školu s tříletým cyklem studia. V roce 1968 byla škola změněna na gymnázium se čtyřletým studijním cyklem.
Z původní kaple Povýšení sv. Kříže školy byl v roce 1949 vytvořen koncertní Smetanův sál z iniciativy prof. Františka Procházky. V sále je umístěna kopie sochy J. V. Myslbeka Hudba a socha Poezie od Karla Otáhala. Sál byl nově rekonstruován v roce 1972, ale původní podoba se mu vrátila až v roce 2003.
V roce 1992 se gymnázium přestěhovalo zpět do původní budovy, ulice byla přejmenována na ulici Františka Procházky. Délka studia byla stanovena na čtyřletý resp. osmiletý cyklus (s výjimkou let 1990–5, kdy byl cyklus sedmiletý).

## Zajímavosti o škole
Již za první republiky studenti pořádali mnoho mimoškolních akcí. Po první světové válce vznikl ve škole divadelní kroužek, pod vedením tehdejšího studenta Františka Salzera, pozdějšího režiséra Národního divadla v Praze a byl zde zřízen i školní orchestr.
V roce 1937 navštívil gymnázium při své cestě do Sušice prezident republiky dr. Edvard Beneš.
K tradičním akcím školy patřily v její historii např. Majálesy, Slet ježibab, divadelní představení Divadla Bezejména, Pohádky pro nejmenší apod. 
Škola pro své žáky poskytuje také zřídila bufet.
Studenti školy se zúčastňují vědomostních a sportovních akcí. Škola občas pořádá sportovní kurzy, exkurze, výstavy, zájezdy, aj.

## Ocenění
- Stříbrná medaile Karla Koláře v mezinárodní fyzikální olympiádě v Kanadě v roce 1997.[6]
- Budova gymnázia byla v roce 2009 vyhlášena kulturní památkou.

## Významní absolventi (výběr)
Mezi známé absolventy gymnázia patří například:
- Dan Bárta (* 14. prosince 1969), zpěvák
- Josef Bartík (30. června 1897 – 18. května 1968), brigádní generál
- Přemysl Čech (* 2. října 1958), redaktor ČT
- Jan Filip (7. dubna 1936 – 26. září 2000), herec
- Karolína Galušková (* 18. ledna 1995), kanoistka
- Vladimír Holý (4. března 1921 – 2. listopadu 1982), pedagog, bývalý ředitel sušického muzea
- Vladimír Horpeniak (* 24. listopadu 1948), historik Muzea Šumavy v Kašperských Horách, znalec Šumavy
- Josef Kalný (* 14. března 1934), chirurg
- Emil Kintzl (* 23. února 1934), znalec Šumavy
- Josef Kunský (6. října 1903 – 21. září 1977), geomorfolog, vysokoškolský pedagog
- Jan Lhoták (* 26. listopadu 1982), historik Muzea Šumavy v Sušici, vysokoškolský pedagog
- Adolf Pintíř (* 14. května 1952), římskokatolický kněz, generální vikář Českobudějovické diecéze
- Josef Pospíchal (2. září 1936 – 12. listopadu 2019), ilustrátor, malíř
- Pavel Potužák (3. ledna 1895 – 1. května 1985), geodet, vysokoškolský pedagog, poslanec Národního shromáždění
- František Procházka (26. srpna 1907 – 12. prosince 1990), středoškolský pedagog
- František Procházka (30. března 1939 – 26. září 2004), botanik
- Pavel Prunner (18. prosince 1955 – 30. října 2014), psycholog, vysokoškolský pedagog
- Karel Raška (17. listopadu 1909 – 21. listopadu 1987), epidemiolog
- Jiřina Rippelová (* 4. prosince 1958), senátorka, bývalá starostka Sušice
- Jan Říčka (* 6. července 1963), fotbalový skaut
- František Salzer (30. srpna 1902 – 23. prosince 1974), režisér Vinohradského a Národního divadla, profesor a dlouholetý děkan DAMU
- Alexander Tolčinský (2. srpna 1969 – 31. srpna 2015), diplomat, novinář

## Významní pedagogové (výběr)
Na sušickém gymnáziu působila řada významných osobností také v roli pedagogů. Patří mezi ně např.:
- Zdeňka Bezděková, spisovatelka
- Jiří Holenda, matematik
- Vladimír Holý, bývalý ředitel sušického muzea
- Jan Scheinost, novinář
- Felix Tauer, historik, orientalista

## Zajímavost
- Ke stému výročí otevření budovy gymnázia byl natočen film Šumný gympl (autoři Milena Naglmüllerová, Bohumila Skrbková a kol.). Současně byl natočen i šestnáctiminutový „Film o filmu“.[7]

## Seznam ředitelů
Ve vedení školy se do roku 1960 vystřídalo celkem devět ředitelů:
- Josef Weger 1906/1907 – 1915/1916
- František Posejpal 1915/1916 – 1916/1917
- Bohumil Jirsík 1916/1917 – 1919/1920
- Jaroslav Doležal 1919/1920 – 1927/1928
- Josef Koštíř 1927/1928 – 1938/1939
- Josef Jirák 1939/1940 – 1940/1941
- Antonín Janák 1940/1941 – 1949/1950
- Václav Šíp 1950/1951 – 1951/1952
- Josef Čech 1952/1951 – 1959/1960

Od roku 1960 bylo ve vedení školy dalších sedm ředitelů:
- Josef Suchan 1960/1961
- Otto Novák 1961/1962 – 1965/1966
- Ladislav Novák 1967/1968 – 1984/1985
- Josef Dítě 1985/1986 – 1989/1990
- František Březina 1990/1991 – 2005/2006
- Vít Potužák 2006/2007 – 2012/2013
- Ivan Kratochvíl od 2013/2014